# Ramariopsis aurantio-olivacea
Ramariopsis aurantio-olivacea är en svampart som beskrevs av R.H. Petersen 1988. Ramariopsis aurantio-olivacea ingår i släktet Ramariopsis och familjen fingersvampar.   Inga underarter finns listade i Catalogue of Life.